# Electrify Europe

Logo der Power-Gen

Die Electrify Europe (bis 2017 Power-Gen Europe) ist die größte Technologiemesse für Kraftwerke und Energieversorgung außerhalb der USA. Initiator der Messe ist die PennWell Corporation aus den USA, die eng mit dem  Fachverband Power Systems zusammenarbeitet.
Seit ihrer Gründung 1993 ist die Messe das Forum für die Energietechnik und Energiewirtschaft in Europa. Das Angebotsspektrum reicht dabei von der Großkraftwerkstechnik über die dezentrale Energieerzeugung und erneuerbare Energien bis hin zu Energieversorgungsunternehmen und Energiedienstleistern. Die Messe wird von einem Kongress begleitet.
Bei der Power-Gen Europe 2017 wurde der künftige Name und somit das Rebranding der Ausstellung bekanntgegeben – ab 2018 soll die Ausstellung Electrify Europe heißen und sich mehr auf Themen wie Digitalisierung, Dekarbonisierung, dezentrale Stromerzeugung und Elektrifizierung konzentrieren.
Die Ausstellung findet jährlich an wechselnden Standorten statt:
- Die Power-Gen Europe 2008 fand vom 3. bis 5. Juni in Mailand statt. Dort vertreten waren über 450 Aussteller sowie rund 12.500 Fachbesucher aus 103 Ländern. Der begleitende Kongress verzeichnete etwa 800 Teilnehmer.
- Die Power-Gen Europe 2009 fand vom 26. bis 28. Mai in Köln (koelnmesse) statt.
- Die Power-Gen Europe 2010 fand vom 8. bis 10. Juni in Amsterdam statt.
- Die Power-Gen Europe 2011 fand vom 7. bis 9. Juni in Mailand statt.
- Die Power-Gen Europe 2012 fand vom 12. bis 14. Juni in Köln (koelnmesse) statt.
- Die Power-Gen Europe 2013 fand vom 4. bis 6. Juni in Wien (Messe Wien) statt.
- Die Power-Gen Europe 2014 fand vom 3. bis 5. Juni erneut in Köln  (koelnmesse) statt.
- Die Power-Gen Europe 2015 fand vom 9. bis 11. Juni in Amsterdam statt.
- Die Power-Gen Europe 2016 fand vom 21. bis 23. Juni in  Mailand statt.
- Die Power-Gen Europe 2017 fand vom 27. bis 29. Juni in Köln (koelnmesse) statt.
- Die Power-Gen Europe 2018 fand vom 19. bis 21. Juni unter dem neuen Namen Electrify Europe 2018 in Wien (Messe Wien) statt. Dort vertreten waren über 320 Aussteller sowie rund 4.500 Fachbesucher aus 82 Ländern. Der begleitende Kongress verzeichnete etwa 700 Teilnehmer.
- Die Power-Gen Europe 2019 findet vom 12. bis 14. November in Paris (Messe Paris) wieder unter ihrem bisherigen Namen statt.